# どうしよう、わたし/一期一会
「どうしよう、わたし/一期一会」（どうしよう、わたし/いちごいちえ）は、チャオ ベッラ チンクエッティのメジャー11作目、通算19作目のシングル。2016年1月27日にアップフロントワークス（PICCOLO TOWNレーベル）から発売された。

## 概要
- 秋山ゆりか卒業後、4人体制での最初の作品となった。
- 初回生産限定盤と通常盤A～Dの5形態でリリースされた。初回生産限定盤にはミュージック・ビデオを収録したDVDが同梱されており、通常盤A～Dにはそれぞれのメンバーがメインのカップリング曲「愛のドタン場」が収録されている。
- 「どうしよう、わたし」は曲が先に作られ、それに歌詞がつけられた[3]。

### 発売までの経緯
- 2015年9月27日 秋ツアーの初日に、翌年1月27日に新曲を発売することを発表[4]
- 2015年10月23日 秋ツアー名古屋公演にて「一期一会」を初披露。曲のタイトルもこのとき初めて発表。
- 2015年11月3日 bayfmの公開生放送で「一期一会」を歌い、ラジオでの初OAとなる。
- 2015年11月29日 アンジュルムの福田花音卒業公演終了に合わせて、メディアでチャオ ベッラ チンクエッティの新曲「どうしよう、わたし」の作詞を福田が手がけることが報道される[5]。
- 2015年12月9日 ロビンがDJを担当するbayfmの番組『The BAY☆LINE』にて、「どうしよう、わたし」の音源を初OA。
- 2015年12月25日 日本テレビの朝の情報番組『Oha!4 NEWS LIVE』にて、「どうしよう、わたし」のMVの一部を初公開。
- 2015年12月27日 秋ツアー豊洲PIT公演にて、「どうしよう、わたし」を初披露。同公演で「一期一会」のMVの一部も初公開。

## 収録曲

### 初回生産限定盤
1. どうしよう、わたし
作詞：福田花音　作曲・編曲：AKIRA
2. 一期一会
作詞：三浦徳子　作曲：中島卓偉　編曲：宮永治郎
3. どうしよう、わたし (Instrumental)
4. 一期一会 (Instrumental)

#### 初回生産限定盤付属DVD
1. どうしよう、わたし (Music Video)
2. 一期一会 (Music Video)

### 通常盤A
1. どうしよう、わたし
2. 一期一会
3. 愛のドタン場 (第6感に嫌な予感！？悲しみに暮れる...ロビンVer.)
作詞：もりちよこ　作曲・編曲：Mt.3
4. どうしよう、わたし (Instrumental)
5. 一期一会 (Instrumental)
6. 愛のドタン場 (Instrumental)

### 通常盤B
1. どうしよう、わたし
2. 一期一会
3. 愛のドタン場 (好きだから信じてた！？涙に揺れる...ごとぅーVer.)
作詞：もりちよこ　作曲・編曲：Mt.3
4. どうしよう、わたし (Instrumental)
5. 一期一会 (Instrumental)
6. 愛のドタン場 (Instrumental)

### 通常盤C
1. どうしよう、わたし
2. 一期一会
3. 愛のドタン場 (壊れそうなガラスのハート！？悩める女子...はしもんVer.)
作詞：もりちよこ　作曲・編曲：Mt.3
4. どうしよう、わたし (Instrumental)
5. 一期一会 (Instrumental)
6. 愛のドタン場 (Instrumental)

### 通常盤D
1. どうしよう、わたし
2. 一期一会
3. 愛のドタン場 (何回でも何度でも！？幸せはどこ？...もろりんVer.)
作詞：もりちよこ　作曲・編曲：Mt.3
4. どうしよう、わたし (Instrumental)
5. 一期一会 (Instrumental)
6. 愛のドタン場 (Instrumental)